# Mafia: Definitive Edition
Mafia: Definitive Edition är ett actionäventyrsspel utvecklat av Hangar 13 och utgivet av 2K Games. Det släpptes den 25 september 2020 för Microsoft Windows, Playstation 4 och Xbox One. Spelet är den fjärde titeln i Mafia-serien och en remake av Mafia från 2002.
Mafia: Definitive Edition utspelar sig i den fiktiva och Chicago-baserade staden Lost Heaven i Illinois under 1930-talet. Berättelsen handlar om den siciliansk-amerikanske gangstern Tommy Angelo som jobbar för maffiafamiljen Salieri. Vid sidan av berättarläget kan spelaren också utforska staden i ett öppen värld-läge som har sidouppdrag och hemligheter. Spelet har medfört flera förändringar av originalspelet, till exempel utvidgning av berättelsen, ändringar i miljön som ger Lost Heaven ett nytt utseende, förbättring av spelupplägget (såsom införandet av motorcyklar) och ett nyskapat soundtrack. Flera av de ursprungliga tjeckiska röstskådespelarna återvände för en ny inspelning, medan den engelska inspelningen fick en ny besättning.
Vid spelets utgivning kunde det köpas både som ett enskilt spel och som en del av samlingspaketet Mafia: Trilogy, vilket också innehåller en remasterversion av Mafia II och en uppdatering av Mafia III. När Mafia: Definitive Edition släpptes fick det generellt gynnsamma omdömen från recensenter, med beröm för att ha förnyat berättelsen, spelupplägget och grafiken.

## Spelupplägg
Mafia: Definitive Edition är en datorspelsremake av originalspelet Mafia, och har byggts om från grunden med nya tillgångar och en utökad berättelse, där alla tidigare uppdrag återfinns. Som i originalspelet får spelaren spela rollen som Thomas "Tommy" Angelo genom berättarläget och den öppna världen, var spelaren förflyttar sig antingen till fots eller i ett fordon. För första gången införs motorcyklar i Mafia-serien, och liknande speluppläggsmekanik som i Mafia III används i denna remake. Spelaren kan välja en av flera svårighetsnivåer, varav den svåraste är "Classic Difficulty" som ändrar spelupplägget (till exempel ammunitionshantering och polisens agerande på brott) för att efterlikna originalspelets spelupplägg.
De två spellägena "Free Ride" och "Free Ride Extreme" från originalet är sammanslagna till ett spelläge, kallat "Free Ride", i Mafia: Definitive Edition. Detta spelläge tillåter spelaren att utforska den öppna världen på egen hand utan några obligatoriska uppdrag. Flera liknande sidouppdrag från originalets Free Ride Extreme (vilka var väldigt unika och fantasifulla) återfinns också i spelläget, där spelaren ska försöka hitta dessa som dolda hemligheter.
Flera olika typer av samlarobjekt finns i spelet, såsom serietidningar och tidskrifter (kiosklitteratur) från verkliga 1930-talet, vilka är Dime Detective, Black Mask, Super Science Stories och Terror Tales. Utöver dem finns även fiktiva serietidningar som är baserade på händelser från hela Mafia-serien, samt cigarettkort med flera av Mafia-seriens rollfigurer och deras biografier. Meningen är att spelaren ska hitta alla samlarobjekt som antingen finns gömda under ett uppdrag eller i den öppna världen.
Under oktober 2020 släpptes en uppdatering som lade till nya aktiviteter i spelets Free Ride-läge, såsom taxiuppdrag och ett "Racing"-läge. Uppdateringen har också infört möjligheten att spela spelet i svartvitt, i så kallat "Noir Mode" som det heter i spelets inställningsmeny (en anknytning film noir från samma tid som spelet utspelas i). Andra nya möjligheter från uppdateringen är att spelaren kan välja vilka delar eller funktioner som ska visas i spelets head-up-display.

## Berättelse
Året är 1930, under den stora depressionen, och den fattige taxichauffören Thomas "Tommy" Angelo har tagit en cigarettpaus under sitt nattskift vid sin taxibil. Plötsligt hör han en bilkrasch runt gatuhörnet och fram kommer två beväpnade män – Paulie Lombardo och Sam Trapani – som under pistolhot tvingar Tommy att hjälpa dem att fly ett bakhåll från Morello-familjen. Tommy lyckas hjälpa dem att fly, och kompenseras för sin hjälp och erbjuds ett jobb, men väljer att återvända till sitt vanliga jobb morgondagen därpå. Men den morgondagen blir han attackerad av några Morello-medlemmar som kräver hämnd från gårdagen. Tommy lyckas fly till restaurangbaren Salieri's Bar där han blir räddad av Sam och Paulie, och ber don Ennio Salieri om hjälp och hämnd på angriparna. Tommy väljer också att gå med i Salieris organisation (maffiafamilj) och blir deras medarbetare. Genom att arbeta i Salieris verksamhet, övervakad av consiglieren Frank Colletti, blir Tommy vän med både Sam och Paulie under de jobb de utför, samtidigt som han får Salieris respekt för motverka Morellos försök att ta över en av deras affärer.
1932 inleder Tommy ett förhållande med Sarah Marino, dotter till Salieris bartender Luigi, efter att ha skyddat henne från ett mindre gatugäng. När Salieri får höra om gatugänget beordras Tommy och Paulie att slå tillbaka mot gänget. Dock skulle det visa sig senare att gängets ledare, som dödas under attacken, var son till den korrupte stadsfullmäktigemannen Roberto Ghillotti. Senare får Tommy uppgiften att bomba en bordell som bytt till Morellos sida, och mörda en kvinna vid namnet Michelle som jobbar där då hon har läckt information om Salieris aktiviteter till Morello. Men Sam ber Tommy att skona kvinnan, och han låter därför henne leva om hon aldrig visar sig igen. 1933 stärker Morello sina ansträngningar att demontera Salieris organisation och får stöd från Ghillotti, som önskar hämnd för sin sons mord. En dag upptäcker Salieri att Frank har försvunnit med organisationens alla bokföringar, och Tommy får reda på att Frank håller på att lämna landet tillsammans med sin familj. Tommy spårar upp Frank och får veta att han har gjort ett hemligt avtal med Morello och FBI efter att hans familj blivit hotad av Morello. Tommy accepterar anledningen och låter Frank fly med sin familj till Europa, i utbyte mot bokföringsböckerna. Tommy ljuger därefter för Salieri att han dödade Frank.
1935, några år efter att förbudstiden upphörde, börjar de båda maffiafamiljerna med nya verksamheter, och Tommy gifter sig med Sarah och bildar familj. Morello får veta att Salieri försöker muta till sig kontroll över brottsbekämpningen och skickar därmed flera gangstrar att mörda honom i en restaurang, vilket Tommy förhindrar och räddar Salieri. I denna stund avslöjas också att Salieris livvakt har spionerat på honom för Morello, och de båda maffiafamiljerna är nu i krig. För att försvaga Morellos ställning riktar Salieri sitt sikte mot flera av hans nära samarbetspartner. Första måltavlan blir Ghillotti som Tommy skickas iväg för att mörda och ge budskapet att Morello inte kan skydda sina vänner. Därefter lyckas Tommy även mörda Morellos bror och närmaste kollega Sergio, vilket även gör att Morello tappar sin största inkomstkälla. Kriget får ett avslut när Tommy, Sam och Paulie dödar Morello som i sista stund försöker fly i ett flygplan. 1938 tar Salieri full kontroll över stadens alla kriminella verksamheter, och neutraliserar dem som försöker stoppa honom. Senare skickas Tommy, Sam och Paulie på ett arbete där de ska återta en beslagtagen last från tullen, och som (enligt Salieri) innehåller gömda diamanter i cigarrlådor. Men istället blir de förvånade när de upptäcker att lasten istället innehåller heroin. En av Salieris huvudregler har alltid varit att inte handla med tunga droger.
Både Tommy och Paulie blir arga över Salieris dubbelmoral, och därför bestämmer de för att gå vidare med en av Paulies tidigare idé: att råna en bank utanför Salieris kännedom, för att sedan kunna lämna sina gangsterliv bakom sig. Sam gillar inte idén och håller sig därför utanför deras plan. Bankrånet blir en framgång, men dagen därpå hittas Paulie ihjälskjuten i sin lägenhet och de stulna pengarna är borta. Sam ringer Tommy för att varna honom om att Salieri har dödsmarkerat båda honom och Paulie för att ha gått bakom ryggen. Sam och Tommy bestämmer snabbt en träff på stadens museum. Vid museet erkänner Sam att han mördade Paulie, samt att Michelle och Frank har dödats av Salieris män efter att Tommys tidigare mörkläggningar har avslöjats. Sam hade medvetet bett Tommy att skona Michelle, och Frank upptäcktes av en vän till Salieri-familjen. Sam tillsammans med flera beväpnade män försöker nu att döda Tommy, men Tommy lyckas överleva och istället dödar Sam.
Nu när Tommy har sin tidigare maffiafamilj Salieri mot honom väljer Tommy att kontakta detektiven (kriminalpolis) Norman för hjälp. Tommy berättar hela sin historia och erbjuder att vittna mot Salieri-familjen om han får skydd för sin familj. Norman går med på Tommys begäran, vilket resulterar i att de flesta Salieri-medlemmarna, inklusive Salieri själv, döms och straffas. Tommy döms också till åtta års fängelse, och efter den tiden återförenas han med sin familj som alla får vittnesskydd och flyttar till staden Empire Bay. Tommy lever ett fridfullt liv med sin familj och får bland annat uppleva sin dotters bröllop. Men en dag, under 1951, dyker två män upp som skjuter Tommy till döds och ger sina hälsningar från Salieri. De två männen visar sig i Mafia II vara Vito Scaletta och Joe Barbaro.

## Utveckling
Den 13 maj 2020 tillkännagavs datorspelsremaken Mafia: Definitive Edition av 2K Games, och att den skulle bli en del av Mafia: Trilogy som även innehåller en remasterversion av Mafia II och en uppdatering av Mafia III. Utvecklingen gjordes av Hangar 13, som valde att utvidga den ursprungliga berättelsen och spelupplägget, samt skapa ett helt nytt soundtrack. För att säkerställa att spelet skulle vara lämpligt med den senaste generationens konsoler och system (Xbox One, Playstation 4 och Microsoft Windows), valde Hangar 13 att bygga om spelet från grunden med en uppdaterad spelmotor från Mafia III.
Som en del av ombyggnationen blev den ursprungliga miljön (Lost Heaven) helt omdesignad. Utvecklingslaget fokuserade på att omforma staden för att matcha USA runt 1920- och 1930-talet efter första världskriget. De ville också ge en ny känsla och estetisk design för stadens olika områden. Ett exempel på detta var att omforma det ursprungliga området Chinatown för att ge det igenkännligare byggnader och dekorationer. Andra förbättringar handlade om att ändra gatumönster för att ge en mjukare körmekanik som är implementerad i spelet, till exempel mjukare hörn och korsningar. Flera byggnader (även kända) har flyttats till nya platser, och nya genvägar och gränder har också införts, vilket var nödvändigt när även de gamla uppdragen skulle få en omarbetning.
För den engelska röstinspelningen fick spelet en ny besättning gentemot originalspelet. Italiensk-australiern Andrew Bongiorno både röstskådespelar och utför motion capture åt spelets huvudrollsfigur Tommy Angelo. Haden Blackman (chef på Hangar 13) uttalade att för deras spel var det viktigt med skådespelare som både hade en bra röst och kunde utöva verkliga uppträdanden, då spelets filmscener är mycket beroende av motion capture. Däremot fick den tjeckiska dubbningen flest återvändare av röstskådespelare från originalspelet, där Marek Vašut fick ännu en gång låna ut sin röst åt Tommy Angelo.
Spelets ursprungliga utgivningsdatum var den 28 augusti 2020, men på grund av covid-19-pandemin blev det svårt att slutföra spelet, och därmed blev utgivningsdatumet senarelagt. Ett problem som uppstod var att färdigställa spelets signaturmelodi och samtidigt upprätthålla fysisk distansering, vilket löstes genom att ha flera sessioner av deras orkester, där varje session hade en utvald grupp av musiker som gjorde sitt musikstycke. Alla inspelningar sattes sedan ihop i en efterproduktion. Spelet fick ett nytt utgivningsdatum som var mot slutet av september.

## Mottagande
| Mottagande      | Mottagande                             |
| Samlingsbetyg   | Samlingsbetyg                          |
| Tjänst          | Betyg                                  |
| --------------- | -------------------------------------- |
| Metacritic      | 79/100 (PC) 76/100 (PS4) 79/100 (XONE) |
| Recensionsbetyg |                                        |
| Publikation     | Betyg                                  |
| Destructoid     | 9/10                                   |
| FZ              | 4/5                                    |
| Game Informer   | 5,5/10                                 |
| Gamepro         | 89/100                                 |
| Game Revolution | [ 54 ]                                 |
| Gamespot        | 6/10                                   |
| Gamereactor     | 7/10                                   |
| IGN             | 8/10                                   |
| Videogamer.com  | 7/10                                   |
| Hardcore Gamer  | 3,5/5                                  |

Mafia: Definitive Edition fick generellt gynnsamma recensioner enligt samlingsbetygswebbsidan Metacritic.
Destructoids sammanlagda poäng blev 9 av 10 och kallade spelet "Ett kännetecken för utmärkthet. Det kan finnas brister, men de är försumbara och kommer inte att orsaka massiv skada." IGN gav spelet 8 av 10 poäng och skrev: "Helt ombyggt från grunden, Mafia: Definitive Edition har utmärkta prestationer från sin nya rollbesättning, en fantastisk [bil]körning samt en vacker och autentisk stad som [osar] 1930-tals atmosfär".
Gamespot gav spelet ett betyg på 6 av 10 poäng, där de berömde berättelsen och framställningarna, men kritiserade den gammalmodiga mekaniken av stridsattacker och spelarens rörelser. Game Informer gav spelet 5,5 av 10 poäng och skrev: "Trogen till ett nära misstag, Hangar 13:s remake sätter en glansig slutföring på en titel som är i grunden unken till dagens standard."
Originalspelets utvecklare och författare Daniel Vávra hyllade Mafia: Definitive Edition för dess grafik, men kritiserade vissa ändringar i manuset samt vissa fysiska element som involverar vapen och fordon. Vávra lämnade 2K Games under 2009 och hade ingen inblandning eller vetenskap om spelets produktion.

### Försäljning
Under spelets första försäljningsvecka hamnade det på tredje bästsäljande placering i Storbritannien, medan samlingspaketet Mafia: Trilogy hamnade på sjätte placering.